# نئوفولک
نئوفولک (انگلیسی: Neofolk) شاخه ای از موسیقی تجربی برگرفته از موسیقی فولک است که از دل جریان‌های پست-اینداستریال زاده شد. موسیقی نئوفولک می‌تواند تماماً آکوستیک یا آمیزه‌ای از سازبندی آکوستیک با همراهی پیانو، سازهای زهی و عناصر موسیقی تجربی و موسیقی اینداستریال باشد.
موسیقی‌دانان نئوفولک معمولاً ارتباط تنگاتنگی با سبک‌های نئوکلاسیک و اینداستریال مارشی (Martial Industrial) برقرار می‌کنند.

## تاریخ
اصطلاح نئوفولک ، در دهه ی 80 میلادی و در گروه های نخبه و غیرعوام موسیقی برای اشاره به موسیقی ای که تحت تاثیر داگلس پی ، تونی ویکفورد و دیوید تیبت شکل گرفته بود به کار گرفته شد. 
موسیقی فولک آمریکایی و انگلیسی شبیه به آن چه که بعد ها ، نئوفولک نامیده شد ، از مدت ها قبل به خصوص از دهه ی 60 میلادی وجود داشت و خوانندگانی همچون لئونارد کوهن تاثیر زیادی بر این پدیدآورندگان این ژانر موسیقی گذاشته بودند.